# Campionati europei di sollevamento pesi 1898
I Campionati europei di sollevamento pesi 1898, 3ª edizione della manifestazione, si svolsero ad Amsterdam, secondo alcune fonti nel corso del 1898, secondo altre il 25 ottobre 1899.

## Formula
La formula prevedeva la sommatoria di cinque sollevamenti:
- due sollevamenti di distensione;
- due sollevamenti a slancio;
- un sollevamento finale di distensione.

## Resoconto
Si disputarono in formato "Open", senza limiti di peso. Vinse il belga François De Haas (o Philipp), al secondo posto si classificò l'olandese Joseph Balkman, al terzo un altro olandese, Carl van den Brock.

## Risultati
| Evento | Oro              | Oro   | Argento        | Argento | Bronzo             | Bronzo |
| ------ | ---------------- | ----- | -------------- | ------- | ------------------ | ------ |
| Open   | François De Haas | 350,5 | Joseph Balkman | 335,0   | Carl van den Brock | 300,0  |

## Medagliere
| Posiz. | Nazione     | Oro | Argento | Bronzo | Totale |
| ------ | ----------- | --- | ------- | ------ | ------ |
| 1      | Belgio      | 1   | 0       | 0      | 1      |
| 2      | Paesi Bassi | 0   | 1       | 1      | 2      |
| Totale | Totale      | 1   | 1       | 1      | 3      |